# 荒畑駅
荒畑駅（あらはたえき）は、愛知県名古屋市昭和区鶴舞四丁目にある、名古屋市営地下鉄鶴舞線の駅である。駅番号はT11。

## 歴史
- 1977年（昭和52年）3月18日：開業[2]。

## 駅構造
相対式ホーム2面2線を有する地下駅。
当駅は、鶴舞線駅務区上前津管区駅が管轄している。
電車が接近すると、「ホームと電車の間には空いているところがありますから、ご乗車の時はご注意ください。」とアナウンスがある。

### のりば
| ホーム | 路線   | 行先                     |
| ------ | ------ | ------------------------ |
| 1      | 鶴舞線 | 八事・赤池・豊田市方面   |
| 2      | 鶴舞線 | 伏見・上小田井・犬山方面 |

## 利用状況
名古屋市統計年鑑によると、当駅の一日平均乗車人員は以下の通り推移している。
- 2004年度　4,047人
- 2005年度　4,121人
- 2006年度　4,059人
- 2007年度　3,986人
- 2008年度　4,061人
- 2009年度　4,108人
- 2010年度　4,281人
- 2011年度　4,072人
- 2012年度　4,298人
- 2013年度　4,440人
- 2014年度　4,324人
- 2015年度　4,363人
- 2016年度　4,375人
- 2017年度　4,503人
- 2018年度　4,549人
- 2019年度　4,498人

周辺に高校が2つあるが接続するバス路線が少なく、隣の鶴舞駅や御器所駅が複数路線が乗り入れる主要駅であるため、利用者は少ない。

## 駅周辺
- 八幡山古墳
- 名古屋市立御器所小学校
- 名古屋市立鶴舞小学校
- 名古屋市立北山中学校 - 敷地の地下を鶴舞線が通る。
- 桜花学園高等学校
- 山王通（名古屋市道山王線）

## バス路線
- 名古屋市営バス「荒畑」バス停
  - 栄20　栄 - 荒畑 - 瑞穂運動場東・新瑞橋
  - 金山26　金山（右回り） - 荒畑 - 金山（左回り）

## 隣の駅
名古屋市営地下鉄
 鶴舞線
鶴舞駅 (T10) - 荒畑駅 (T11) - 御器所駅 (T12)